# Campionati mondiali di pentathlon moderno 2011
I campionati mondiali di pentathlon moderno 2011 si sono svolti dall'8 al 14 settembre 2011 a Mosca, in Russia.

## Podi

### Maschili
| Evento      | Oro                                                 | Argento                                                 | Bronzo                                                            |
| Individuale | Andrey Moiseyev                                     | Aleksander Lesun                                        | Ádám Marosi                                                       |
| A squadre   | Russia Il'ja Frolov Sergej Karjakin Aleksandr Lesun | Ungheria Bence Demeter Róbert Kasza Ádám Marosi         | Italia Nicola Benedetti Riccardo De Luca Auro Franceschini        |
| Staffetta   | Ungheria Róbert Kasza Ádám Marosi Péter Tibolya     | Corea del Sud Hong Jin-Woo Hwang Woo-Jin Lee Choon-Huan | Ucraina Pavlo Kirpulyanskyy Oleksandr Mordasov Pavlo Tymoshchenko |

### Femminili
| Evento      | Oro                                                     | Argento                                                | Bronzo                                                        |
| Individuale | Victoria Tereshchuk                                     | Yane Marques                                           | Sarolta Kovács                                                |
| A squadre   | Germania Annika Schleu Lena Schöneborn Eva Trautmann    | Ungheria Leila Gyenesei Sarolta Kovács Zhang Xiaonan   | Ucraina Ganna Buriak Nataliia Levchenko Victoria Tereshchuk   |
| Staffetta   | Ucraina Hanna Burjak Iryna Chochlova Viktorija Tereščuk | Ungheria Zsófia Földházi Leila Gyenesei Sarolta Kovács | Russia Alise Fachrutdinova Ljudmila Kukuškina Donata Rimšaitė |

### Misti
| Evento    | Oro                                                 | Argento                                              | Bronzo                                                      |
| Staffetta | Ungheria Leila Gyenesei Sarolta Kovács Adrienn Tóth | Germania Annika Schleu Lena Schöneborn Eva Trautmann | Ucraina Ganna Buriak Nataliia Levchenko Victoria Tereshchuk |

## Medagliere
| Pos.   | Paese         | Oro | Argento | Bronzo | Totale |
| ------ | ------------- | --- | ------- | ------ | ------ |
| 1      | Ungheria      | 2   | 3       | 1      | 6      |
| 1      | Russia        | 2   | 2       | 1      | 5      |
| 3      | Ucraina       | 2   | 0       | 2      | 4      |
| 4      | Germania      | 1   | 1       | 0      | 2      |
| 5      | Corea del Sud | 0   | 1       | 0      | 1      |
| 6      | Lituania      | 0   | 0       | 2      | 2      |
| 7      | Italia        | 0   | 0       | 1      | 1      |
| Totale | Totale        | 7   | 7       | 7      | 21     |